# Ao (複合商業ビル)
Aoビル（アオビル）は、東京都港区北青山3丁目にある商業ビルである。

## 概要
青山通りに面する骨董通りの入り口南青山5丁目交差点界隈に立地し、鉄筋コンクリート建築である。地下2階地上16階建で、低層棟と高層棟から成り、高層棟の高さはおよそ90mである。2009年3月26日に開業した。高層棟は斜めに聳えるような外観をしており、両棟とも夜はLEDによりライトアップされる。Aoビルの名前の由来は、「青山」で「会おう」にかけている。
高層棟にはオフィステナントが入っており、低層棟は商業施設としてフランスのシネクァノンや倉敷の桃太郎ジーンズ等のファッションブランド店、美容室、イタリア料理からオーストリア料理、ハンガリー料理等のレストランやカフェ、カフェバーなどが入っている。同ビルは高級スーパーの紀ノ国屋本店（紀ノ国屋インターナショナル）跡地に建設されたが、同店舗は地階に再出店している。ドンク（現在は閉店）の他、CHANELも香水と化粧品の路面店を出店していたが（現在は閉店）、同ブランドの同種路面店による販売形態は世界初であった。

## アクセス
- 東京メトロ銀座線・東京メトロ千代田線・東京メトロ半蔵門線「表参道駅」 B2出口から徒歩約1分
- 東日本旅客鉄道（JR東日本）各線・東急東横線・東急田園都市線・京王井の頭線「渋谷駅」宮益坂方面出口から徒歩約15分

## 詳細
- テナント：ブランド店、レストランなど約40店舗

## ギャラリー

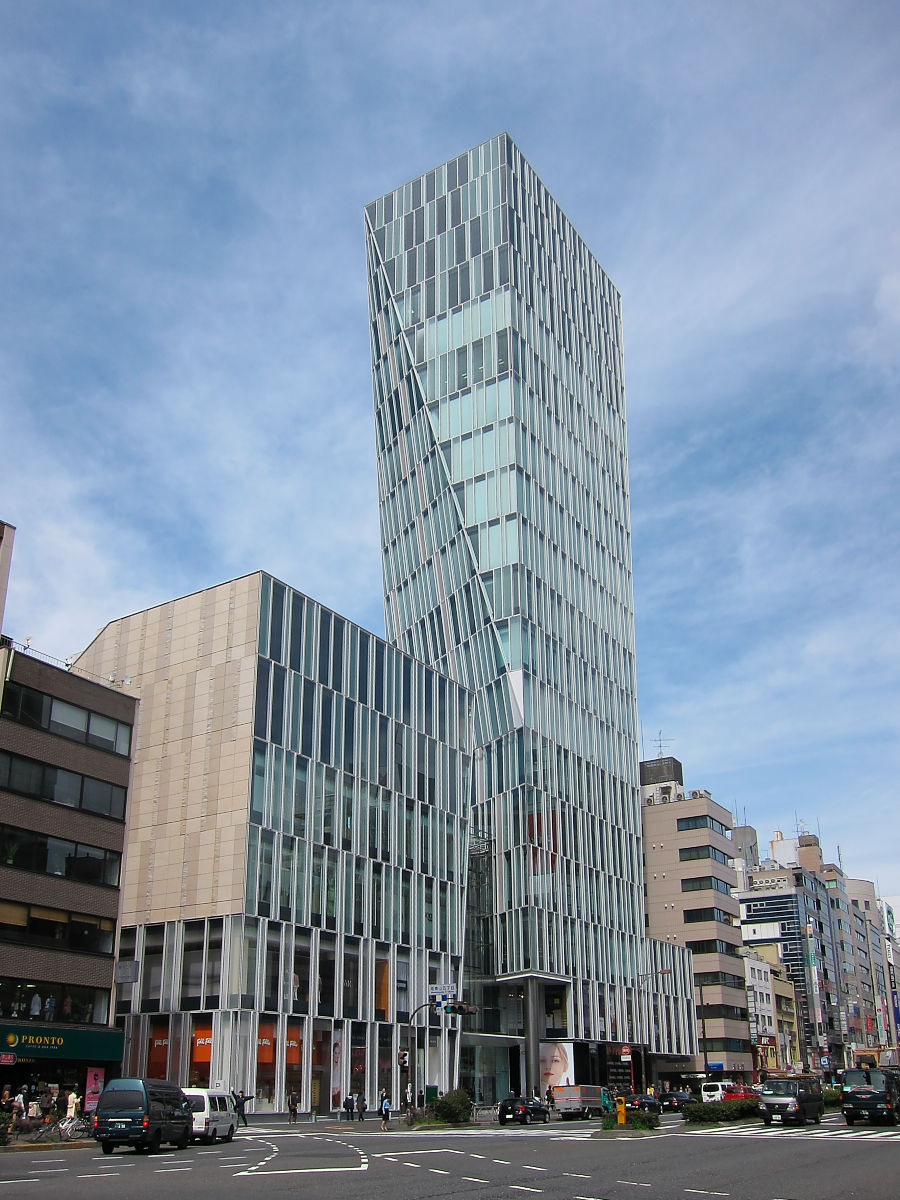
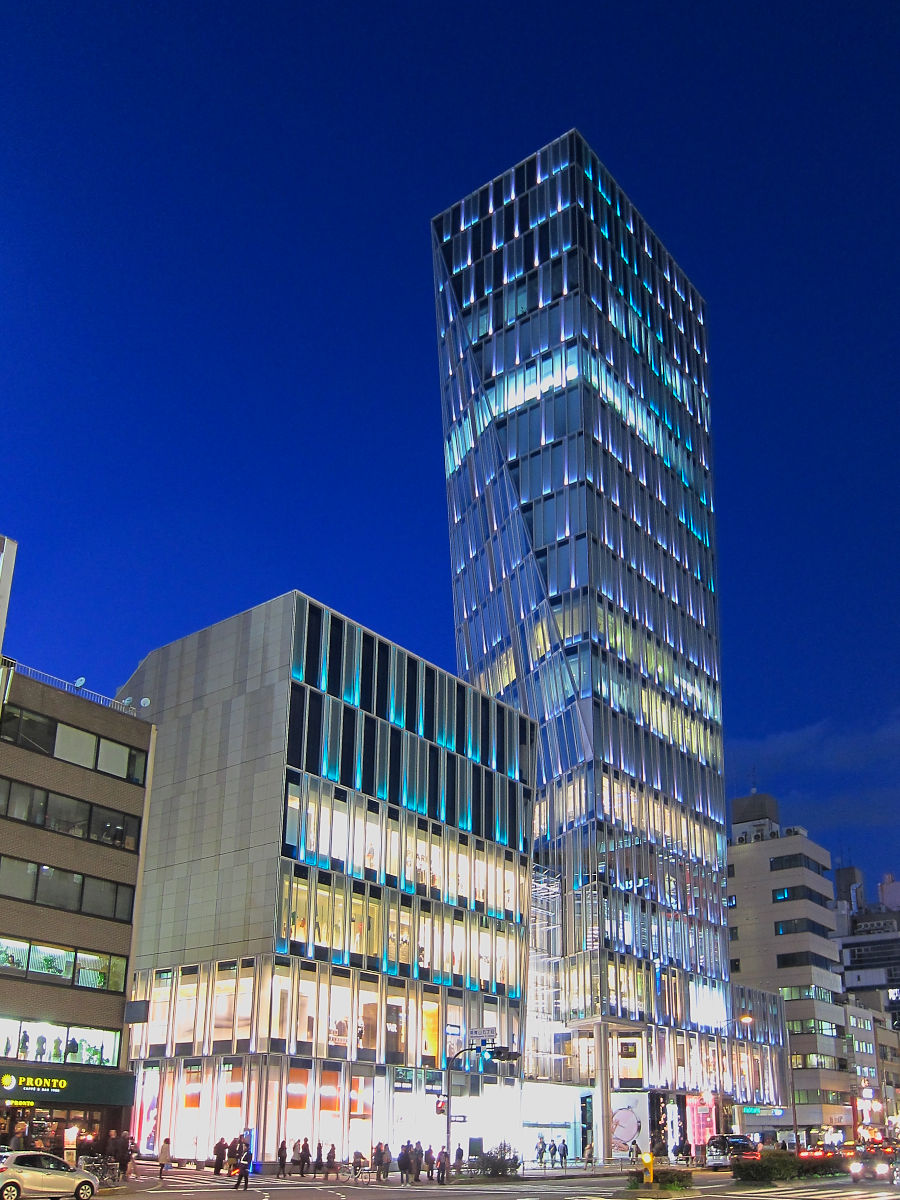